# John Stagg
John Stagg, né à Burgh-by-Sands près de Carlisle, en Cumbria, en 1770 et mort à Workington en 1823, était un poète romantique anglais surnommé « le barde aveugle de Wigton »; il est essentiellement connu pour être l'auteur de la ballade The Vampyre en 1810.

## Œuvre
Fils d'un tailleur, John Stagg, d'une intelligence prometteuse, est destiné à la prêtrise et entame des études rapidement interrompues par la cécité qui le frappe à la suite d'un accident. Il gagne alors sa vie en tenant une librairie à Wigton et en jouant du violon. À vingt ans, il se marie et publie son premier recueil de poésie. Il s'installe alors à Manchester mais retourne souvent à Wigton et dans les campagnes de Cumbrie où, en contact avec les paysans dans les fêtes qu'il anime de son instrument, il apprend les histoires et dialectes locaux qui lui serviront dans son œuvre. 
On lui doit notamment une ballade de 152 vers, oscillant entre théâtre et poésie, intitulée The Vampyre (Le Vampire) écrite en 1810 qui est souvent citée comme la première œuvre moderne à traiter du sujet. Stagg est ainsi souvent présenté comme le précurseur du genre même si son texte ne saurait se comparer avec les  auteurs qui lui succéderont comme Lord Byron et son secrétaire John William Polidori qui aura une influence décisive  sur les personnages de vampire. On trouve néanmoins dans ce récit poétique, qui se déroule en Hongrie et dans lequel une femme se rend compte que son mari malade est tourmenté par un ami décédé devenu vampire qui vient lui sucer le sang, de nombreux traits qui deviendront les clichés du genre.
Stagg est l'auteur de Miscellaneous Poems en 1790, de Minstrel of the North en 1810 - recueil dans lequel se trouve la fameuse ballade. En 1816, il publia encore The Cumberland Minstrel: Being a Poetical Miscellany of Legendary, Gothic, and Romantic Tales.

## Sources
- Sidney Gilpin, The Songs and ballads of Cumberland: to which are added dialect and other poems; with biographical sketches, notes, and glossary, éd. Routledge, 1866, p. 181 et suiv.ouvrage en ligne
- Sidney Lee, Dictionary of National Biography, Volume 27, éd. Read Books, 1912, p. 463, 464, article en ligne
- Estelle Valls de Gomis, Le vampire au fil des siècles: enquête autour d'un mythe, éd. Cheminements, 2005, extraits en ligne